# Neopetrobia dideltae
Neopetrobia dideltae är en spindeldjursart som beskrevs av Meyer 1987. Neopetrobia dideltae ingår i släktet Neopetrobia och familjen Tetranychidae. Inga underarter finns listade i Catalogue of Life.